# 7116 Mentall
A 7116 Mentall (ideiglenes jelöléssel 1986 XX) a Naprendszer kisbolygóövében található aszteroida. Edward L. G. Bowell fedezte fel 1986. december 2-án.